# Ꜽ
Ꜽ,ꜽは、ラテン文字の一つ。AとYの合字である。

## 各言語における用法
古ノルド語では[ey]を表す。

## コンピューター
UnicodeではꜼの大文字はA73C、小文字はA73Dに収録されている。